# Valcourt (municipalité de canton)
Pour les articles homonymes, voir Valcourt.
Ne doit pas être confondu avec la ville de Valcourt (Québec).
Valcourt est une municipalité de canton située dans Le Val-Saint-François, en Estrie, au Québec (Canada).

## Histoire
« D'abord connue comme la municipalité du canton ou du township d'Ély lors de sa création en 1855, Valcourt recevra son nom actuel en 1965, repris de celui qui identifie le bureau de poste depuis 1864 ».

## Géographie
Essentiellement rurale, la municipalité est située en périphérie de la ville du même nom. Elle est accessible via la route 222 et la route 243. La rivière Noire traverse l'ouest de la municipalité du sud vers l'est.

## Démographie
| 1991  | 1996  | 2001 | 2006  | 2011  | 2016  | 2021  |
| ----- | ----- | ---- | ----- | ----- | ----- | ----- |
| 1 118 | 1 030 | 978  | 1 025 | 1 047 | 1 044 | 1 029 |

## Administration
Les élections municipales se font en bloc pour le maire et les six conseillers.
| Valcourt (municipalité de canton) Maires depuis 2003                                                                 |                   |         |          |
| Élection | Maire             | Qualité | Résultat |
| 2003 | Patrice Desmarais |         | Voir     |
| 2005 | Patrice Desmarais | Voir    |          |
| 2009 | Patrice Desmarais | Voir    |          |
| 2013 | Patrice Desmarais | Voir    |          |
| 2017 | Patrice Desmarais | Voir    |          |
| 2021 | Patrice Desmarais | Voir    |          |
| Élection partielle en italique Depuis 2005, les élections sont simultanées dans toutes les municipalités québécoises |                   |         |          |